# Carpathica boettgeri
Carpathica boettgeri is een slakkensoort uit de familie van de Oxychilidae. De wetenschappelijke naam van de soort is voor het eerst geldig gepubliceerd in 1883 door Clessin.